# Condado de Lafayette (Arkansas)
El condado de Lafayette (en inglés: Lafayette County), fundado en 1827, es un condado del estado estadounidense de Arkansas. En el año 2000 tenía una población de 8559 habitantes con una densidad poblacional de 6.27 personas por km². La sede del condado es Lewisville.

## Geografía
Según la Oficina del Censo, el condado tiene un área total de 1412 km² (545,2 mi²), de la cual 1362 km² (525,9 mi²) es tierra y 49 km² (18,9 mi²) es agua.

### Condados adyacentes
- Condado de Hempstead (norte)
- Condado de Nevada (noreste)
- Condado de Columbia (este)
- Parroquia de Webster, Luisiana (sureste)
- Parroquia de Bossier, Luisiana (sur)
- Parroquia de Caddo, Luisiana (suroeste)
- Condado de Miller (oeste)

### Ciudades y pueblos
- Bradley
- Buckner
- Lewisville
- Stamps

## Mayores autopistas
- U.S. Highway 82
- Carretera 29
- Carretera 53
- Carretera 160